# Ruinas de Jiaohe

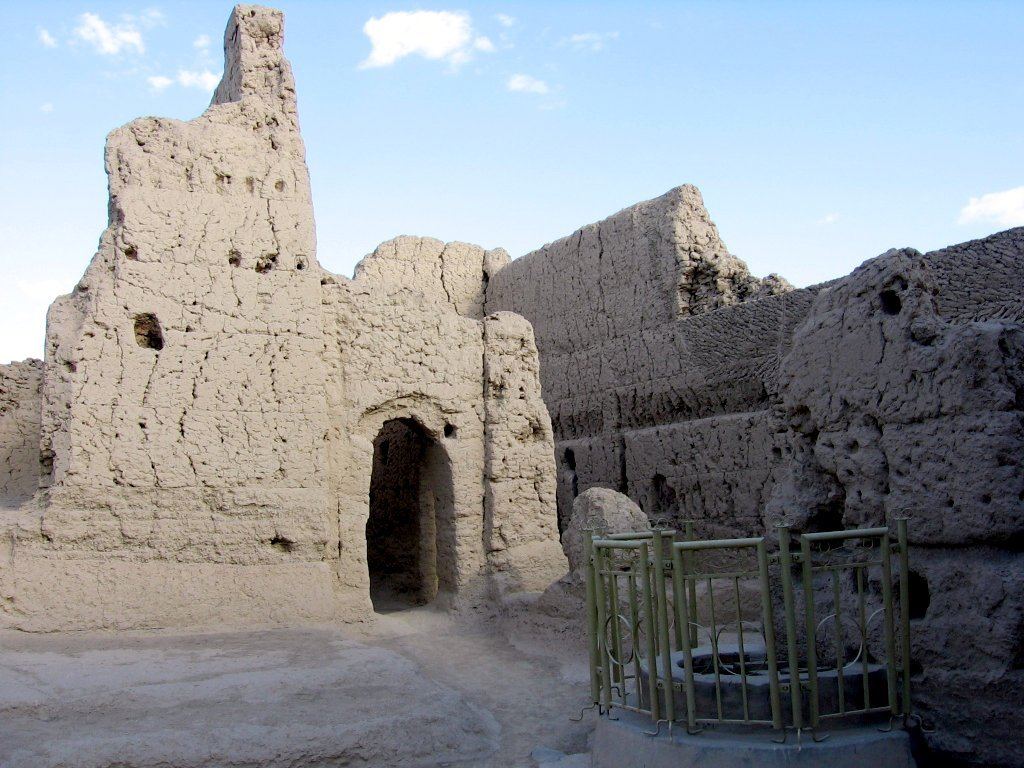
Ruinas de Jiaohe.

Las ruinas de Jiaohe están situadas a unos 10 kilómetros al oeste de la ciudad de Turfán en la región autónoma uigur de Sinkiang de la República Popular China.
Estas ruinas corresponden a una antigua ciudad que fue el centro económico, político, militar y cultural de la zona durante el periodo comprendido entre el año 108 a. C. al 450. La ciudad fue la capital del antiguo reino de Cheshi y quedó abandonada en el siglo XIII. Las ruinas ocupan un área de 220.000 m² y están consideradas como las ruinas de una ciudad construida en tierra mejor conservadas del mundo.
La ciudad se construyó en un pequeño islote situado entre dos ríos que le proporcionaban una defensa frente a los ataques de los enemigos. Las ruinas presentan algunas características que la distinguen de otras ciudades de la época. Una de ellas es la ausencia de murallas defensivas, sustituidas aquí por la barrera natural de los ríos. Otra de las características distintivas de Jiaohe es el hecho de que los edificios se construyeron excavando en la tierra y que apenas se utilizó madera para su construcción.
Jiaohe disponía de una gran avenida central de 350 metros de largo que dividía la ciudad en tres zonas distintas. Cada una de ellas tenía un propósito distinto: una, la situada al oeste de la avenida, estaba destinada a la residencia de la gente común; otra, situada al este, a la residencia de los aristócratas y la tercera, al norte de la ciudad, a los templos.
Las ruinas que se pueden ver en la actualidad corresponden a la época de la dinastía Tang. Las viviendas no tienen puertas que den acceso directo a la calle ya que la defensa militar era uno de los puntos de mayor interés en la época. La zona de los templos contiene un total de 101 estupas datadas hace más de 1600 años. 
Al oeste de la ciudad se encuentran las grutas Yarkol, un conjunto de siete cuevas que contienen numerosas pinturas que ocupan alrededor de 150 m² de superficie total. Las pinturas fueron realizadas por encargo del último de los reyes de Cheshi.